# Чик, Тибор
Тибор Чик (венг. Tibor Csík, 2 сентября, 1927, Ясберень, Венгрия - 22 июня 1976, Сидней, Австралия) — венгерский боксёр-любитель, олимпийский чемпион 1948 года. Один из двух олимпийских чемпионов Венгрии по боксу в весовой категории до 54 килограмм.